# Frazer Wright
Frazer Wright (East Kilbride, 23 dicembre 1979) è un allenatore di calcio ed ex calciatore scozzese, di ruolo difensore.

## Carriera
Ha giocato nella prima divisione scozzese.

## Palmarès

### Club

#### Competizioni nazionali
- Coppa di Scozia: 1

St. Johnstone: 2013-2014
- Scottish Third Division: 1

Strarnaer: 2003-2004